# Козлов, Борис Сергеевич
Борис Сергеевич Козлов (9 ноября 1931 года, деревня Небарово, Сонковский район — 13 декабря 2008 года, Ростов-на-Дону) — русский поэт, сатирик. Член Союза писателей СССР с 1982 года, член Союза российских писателей с 1991 года.

## Биография
Сын рабочего-железнодорожника.
Окончил Ярославское железнодорожное училище. Был помощником машиниста паровоза. В 1951—1955 служил в рядах Советской Армии, был воздушным стрелком дальней авиации. Многие годы трудился на заводе «Ростсельмаш». В 1979 году перешёл на работу в Бюро пропаганды художественной литературы Ростовской областной писательской организации. Он был зачинателем и организатором фестивалей сатиры и юмора «Ростов трудится — Ростов улыбается».
Умер 13 декабря 2008 года. Похоронен на Северном кладбище Ростова-на-Дону.

## Творчество
Поэтическим творчеством Борис Козлов увлекался с юности. Первая публикация — в журнале «Звезда» в 1962 году. Работая на «Ростсельмаше», он активно посещал заводское литобъединение, был участником 1-го Всесоюзного семинара-совещания молодых сатириков и юмористов в Москве. Первый сборник произведений Б. Козлова «По малой дозе в стихах и прозе» увидел свет в 1982 году.
Журнальные публикации: «Дон», «Звезда», «Клуб и художественная самодеятельность», «Крокодил», «Москва», «Нева», «Кубань», «Огонек».
Газетные публикации: «Литературная газета», «Литературная Россия», «Советская Россия», «Труд».
Некоторые его эпиграммы были напечатаны в болгарской газете «Септемврийска правда».
Борис Сергеевич Козлов был лауреатом ряда областных литературных премий.
В последние годы жизни он издавал юмористический журнал «Солянка» (первые номера выходили под названием «Окрошка»).

## Произведения Б. С. Козлова
Отдельные издания
- По малой дозе в стихах и прозе. — Ростов-н/Д: Ростиздат, 1982.
- Смеху подобно. — Ростов-н/Д: Ростиздат 1986.
- Проявляя негативы. — Ростов-н/Д: Ростиздат 1991.
- Смехопилорама. — Ростов-н/Д: издательский дом БиС, 2008.

## Награды
- Медаль «За победу над Германией».
- Премия газеты «Вечерний Ростов».
- Премия «Золотой телёнок» «Литературной Газеты» («Клуба 12 стульев») (1974).